# Сирий Потік
Сирий Потік, Сирова — річка в Українських Карпатах, у межах Ужгородського району Закарпатської області. Права притока Ужа (басейн Тиси).

## Опис
Довжина 12 км, площа басейну 29,8 км². Похил річки 54 м/км. Річка типово гірська. Долина вузька і глибока, місцями каньйоноподібна, заліснена (крім пониззя). Річище слабозвивисте, порожисте.

## Розташування
Сирий Потік бере початок на північ від села Кам'яниця, на схід від гори Вітрова-Скала (масив Вигорлат). Тече переважно на південь (частково на південний схід). Впадає до Ужа біля центральної частини села Кам'яниця.
Річку перетинають автошлях Н 13 і залізниця.